# 霍安·卡多纳·门德斯
霍安·卡多纳·门德斯（西班牙語：Joan Cardona Méndez，1998年5月27日—），西班牙男子帆船运动员。他曾代表西班牙参加2020年夏季奥林匹克运动会帆船比赛，获得男子芬兰级铜牌。